# Peter Krause
Peter William Krause (* 12. srpna 1965) je americký filmový a televizní herec, režisér a producent. Mezi jeho nejznámější role patří Nate Fisher v Odpočívej v pokoji, Adam Braverman ve Famílii, Nick George v Dirty Sexy Money a Casey McCall ve Studiu sport.

## Životopis

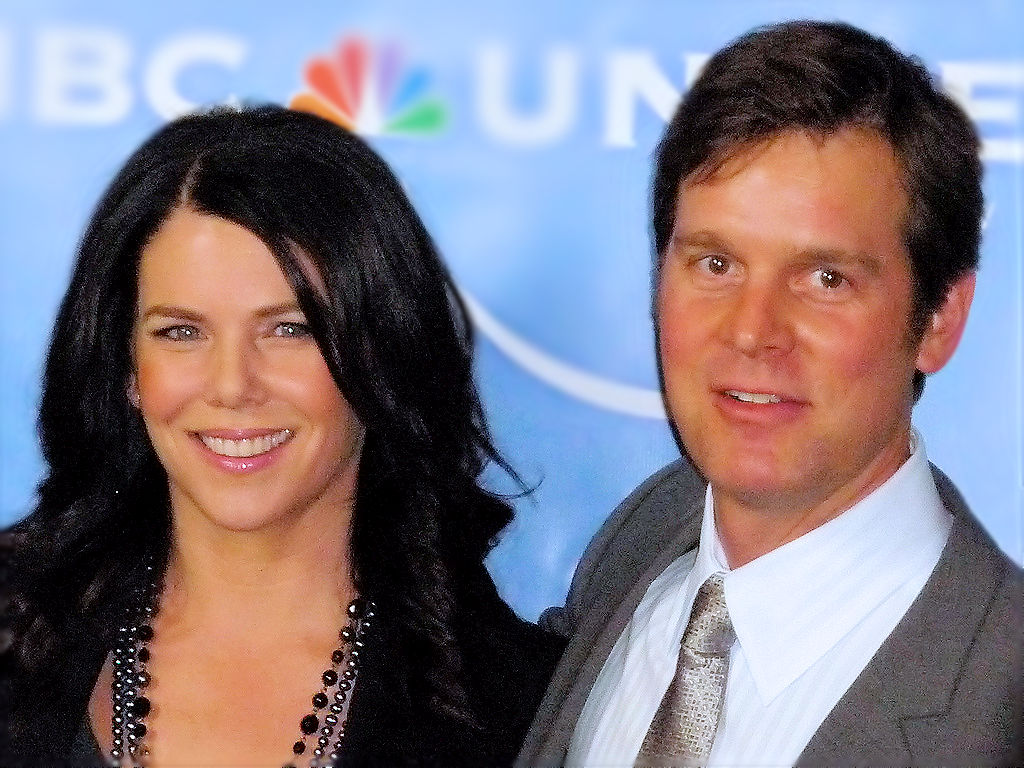
Lauren Graham s Peterem Krausem v roce 2008

Narodil se ve městě Alexandria v Minnesotě do učitelské rodiny, jeho matka učila na druhém stupni a jeho otec byl učitelem angličtiny na střední škole. Vyrůstal v Roseville a má dva sourozence, bratra Michaela a sestru Amy.
V roce 1987 absolvoval na Gustavus Adolphus College v St. Peter, Minnesota s titulem v anglické literatuře. Také má bakalářský titul v herectví z New York University's Graduate Acting Program.

## Osobní život
Se svou bývalou přítelkyní Christine King má syna Romana, který se narodil v listopadu 2001. Od roku 2010 chodil se svou kolegyní ze seriálu Famílie, herečkou Lauren Graham. Rozešli se v roce 2021, což oznámili o rok později.
V únoru 2012 jeho otec zemřel a jeho matce byla diagnostikována rakovina prsu.

## Filmografie

### Film
| Rok  | Název filmu            | Role             | Poznámky            |
| ---- | ---------------------- | ---------------- | ------------------- |
| 1987 | Blood Harvest          | Přítel           |                     |
| 1996 | Rošády lásky           | Tim              |                     |
| 1998 | Melting Pot            | Pedro Marine     |                     |
| 1998 | Truman Show            | Lawrence         |                     |
| 1998 | My Engagement Party    | David Salsburg   |                     |
| 2000 | It's a Shame About Ray | Pan Hanks        | krátkometrážní film |
| 2004 | Už tady nežijeme       | Hank Evans       |                     |
| 2006 | Civic Duty             | Terry Allen      |                     |
| 2011 | Netvor                 | Rob Kingsbury    |                     |
| 2016 | Night Owls             | William Campbell |                     |
| 2018 | Saint Judy             | Matthew          |                     |
| 2019 | Attorneys at Love      | pan Forte        | krátkometrážní film |

### Televize
| Rok       | Název pořadu                    | Role                | Poznámky                             |
| --------- | ------------------------------- | ------------------- | ------------------------------------ |
| 1990      | Carol and Company               | několik rolí        | neznámé epizody                      |
| 1992      | Beverly Hills 90210             | Jay Thurman         | 3 díly                               |
| 1992      | Show Jerryho Seinfelda          | Tim                 | díl: „The Limo“                      |
| 1994      | Ellen                           | Tim                 | díl: „The Hand That Robs the Cradle“ |
| 1995      | Caroline in the City            | Peter Welmerling    | díl: „Caroline and the Opera“        |
| 1995      | Brotherly Love                  | Tom                 | díl: „Double Date“                   |
| 1995      | If Not for You                  | Elliot              | 5 dílů                               |
| 1995      | The Great Defender              | Crosby Caufield III | 8 dílů                               |
| 1995–1997 | Cybill                          | Kevin Blanders      | 23 dílů                              |
| 1996      | Kancelářská krysa               | Tom                 | díl: „Drew Gets Motivated“           |
| 1997      | Takoví normální mimozemštané    | Peter Connolly      | díl: „A Friend in Dick“              |
| 1998      | Style and Substance             | Steve               | díl: „Pilot“                         |
| 1998      | Správná pětka                   | Daniel Musser       | 3 díly                               |
| 1998–2000 | Studio sport                    | Casey McCall        | 45 dílů                              |
| 2001–2005 | Odpočívej v pokoji              | Nate Fisher         | 63 dílů                              |
| 2006      | Pokoj č. 10                     | detektiv Joe Miller | 3 díly                               |
| 2007–2009 | Dirty Sexy Money                | Nick George         | 23 dílů                              |
| 2010–2015 | Famílie                         | Adam Braverman      | hlavní role, 101 dílů                |
| 2016–2017 | The Catch                       | Benjamin Jones      | 20 dílů                              |
| 2016      | Gilmorova děvčata: Rok v životě | ochránce parku č. 2 | díl: „Fall“                          |
| 2018–2025 | Záchranáři L. A.                | Bobby Nash          | hlavní role                          |

## Ocenění a nominace
| Rok  | Ocenění                        | Kategorie                                                    | Nominovaný za      | Výsledek  |
| ---- | ------------------------------ | ------------------------------------------------------------ | ------------------ | --------- |
| 2000 | Screen Actors Guild Awards     | nejlepší seriálové obsazení (drama)                          | Studio sport       | nominace  |
| 2000 | Viewers for Quality Television | nejlepší mužský herecký výkon v hlavní roli (drama)          | Studio sport       | nominace  |
| 2002 | Zlatý glóbus                   | nejlepší mužský herecký výkon v hlavní roli (seriál – drama) | Odpočívej v pokoji | nominace  |
| 2002 | Cena Emmy                      | nejlepší mužský herecký výkon v hlavní roli (drama)          | Odpočívej v pokoji | nominace  |
| 2002 | Screen Actors Guild Awards     | nejlepší mužský herecký výkon v hlavní roli (seriál – drama) | Odpočívej v pokoji | nominace  |
| 2002 | Screen Actors Guild Awards     | nejlepší seriálové obsazení (drama)                          | Odpočívej v pokoji | nominace  |
| 2003 | Zlatý glóbus                   | nejlepší mužský herecký výkon v hlavní roli (seriál – drama) | Odpočívej v pokoji | nominace  |
| 2003 | Cena Emmy                      | nejlepší mužský herecký výkon v hlavní roli (drama)          | Odpočívej v pokoji | nominace  |
| 2003 | Satellite Awards               | nejlepší mužský herecký výkon v hlavní roli (seriál – drama) | Odpočívej v pokoji | nominace  |
| 2003 | Screen Actors Guild Awards     | nejlepší seriálové obsazení (drama)                          | Odpočívej v pokoji | vítězství |
| 2004 | Prism Awards                   | nejlepší herecký výkon v hlavní roli (seriál – drama)        | Odpočívej v pokoji | vítězství |
| 2004 | Screen Actors Guild Awards     | nejlepší mužský herecký výkon v hlavní roli (seriál – drama) | Odpočívej v pokoji | nominace  |
| 2004 | Screen Actors Guild Awards     | nejlepší seriálové obsazení (drama)                          | Odpočívej v pokoji | vítězství |
| 2005 | Screen Actors Guild Awards     | nejlepší seriálové obsazení (drama)                          | Odpočívej v pokoji | nominace  |
| 2006 | Cena Emmy                      | nejlepší mužský herecký výkon v hlavní roli (drama)          | Odpočívej v pokoji | nominace  |
| 2006 | Screen Actors Guild Awards     | nejlepší seriálové obsazení (drama)                          | Odpočívej v pokoji | nominace  |